# Тадеуш Сінко
Тадеуш Сінко (пол. Tadeusz Sinko; 14 вересня 1877, Мала, Поп'яцький повіт — 22 липня 1966, Краків) — польський класичний філолог, професор Львівського та Ягеллонського університету, член Польської академії знань та Польської академії наук.

## Життєпис
- У 1889—1896 — молодша середня школа Собеського у Кракові
- У 1896—1900 вивчав класичну філологію, лінгвістику та історію польської літератури в Ягеллонському університеті; його викладачами були о. Стефан Павліцький, Казимір Моравський, Ян Міхал Розвадовський, Станіслав Тарновський, Леон Штернах, Адам Мідонський.
- У 1901 здобув ступінь доктора філософії в Ягеллонському університеті на основі дисертації De Gregorii Sanocci studiis humanioribus;

Працював учителем давньої мови в молодшій школі в Подгорже (1900—1903), одночасно закінчуючи навчання класичної філології та історії мистецтва в університетах Берліна, Бонна та Мюнхена (разом з Карлом Крумбахером), 1905 року також в Паризькому університеті. У 1903 році він був габілітований в Ягеллонському університеті (дисертація De Romanorum viro bono) і став доцентом на 2-й кафедрі класичної філології цього університету. Він також був професором давніх мов у Середній школі св. Анни в Кракові (1904—1907).
У 1907 році його призначили доцентом у Львівський університет, він читав лекції з елліністичних, патристичних та порівняльних досліджень; у 1911 р. отримав звання доцента. Повернувся до Ягеллонського університету в 1913 році і зайняв другу кафедру класичної філології; після Другої світової війни він перейшов до 1-го відділу класичної філології (керував ним у 1945—1952 рр.), а з 1955 р. (після організаційних змін) очолив кафедру класичної філології. Вийшов на пенсію в 1960 році.